# Prieuré de Wetheral
Le prieuré de Wetheral est un ancien prieuré de l’Ordre de Saint-Benoît situé dans la commune britannique de Wetheral, dans le comté anglais de Cumbria. Il n’en reste que l’entrée principale, qui fait partie des propriétés de l’English Heritage.

## Historique
Le prieuré de Wetheral est fondé en 1106 par Ranulph le Meschin, 3e comte de Chester, comme une maison-fille de l’abbaye Sainte-Marie d’York.

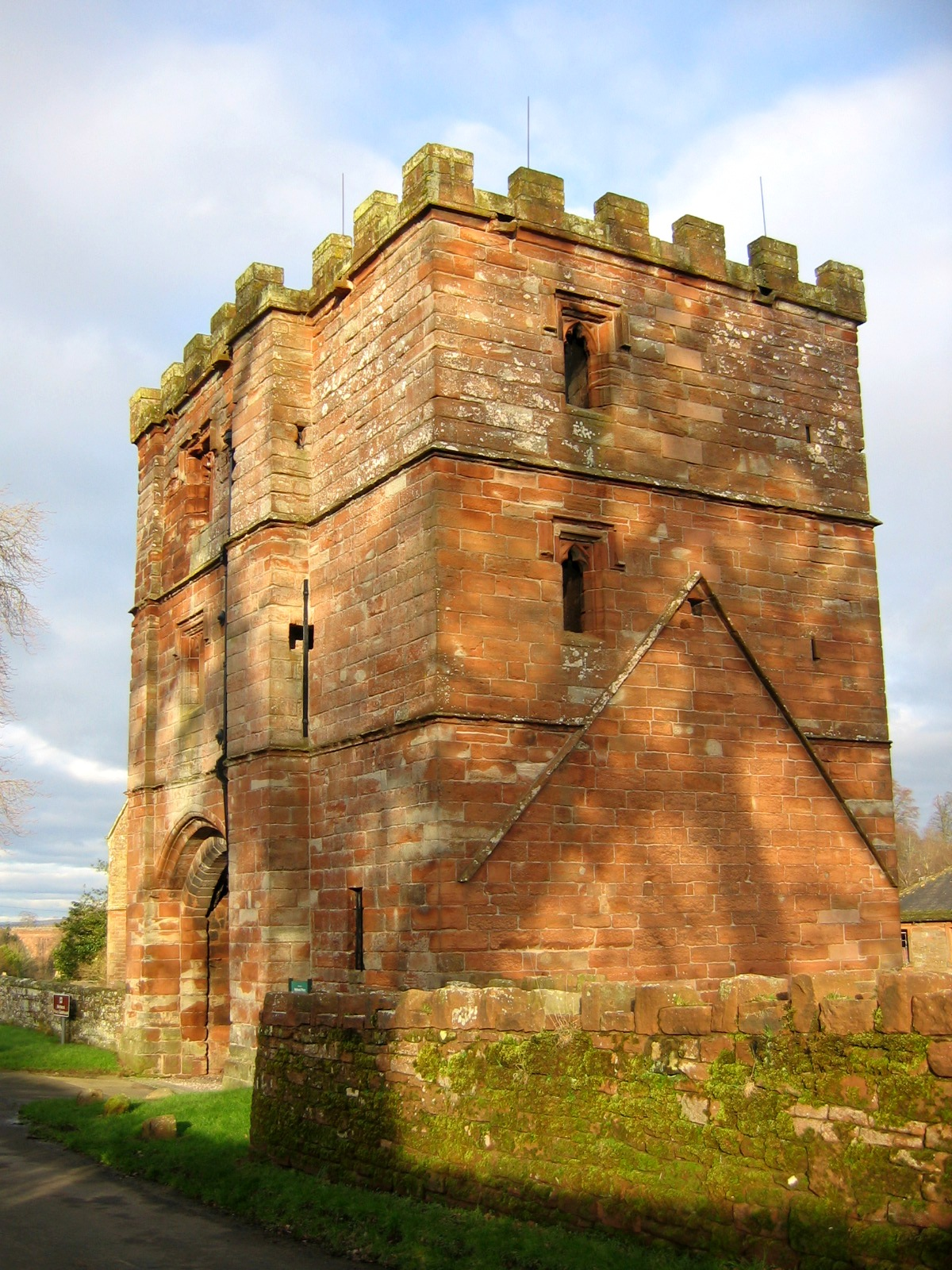
La porte du prieuré, depuis le sud

Les bâtiments sont détruits lors de la dissolution des monastères par Henri VIII en 1538 ; les bases de certains murs sont encore visibles.
Seule l’entrée a été conservée, servant de presbytère à l’église ; le bâtiment date du XVe siècle, et possède deux niveaux au-dessus de l’entrée, dont les pièces servaient peut-être à l’origine à loger des voyageurs.